# Adesmia capitellata
Adesmia capitellata är en ärtväxtart som först beskrevs av Dominique Clos, och fick sitt nu gällande namn av Lucien Leon Hauman. Adesmia capitellata ingår i släktet Adesmia och familjen ärtväxter. Inga underarter finns listade i Catalogue of Life.